# Uromys vika
Uromys vika es una especie de roedor gigante de la familia Muridae, endémica de las Islas Salomón en Oceanía. Fue descubierta en la isla Vangunu en 2015, y formalmente descrita en 2017. Se identificó como una nueva especie sobre la base de las características de su cráneo, esqueleto y un análisis de ADN. El único ejemplar conocido, recogido de un árbol talado (Dillenia salomonensis), midió 46 cm de largo, pesó entre 0,5 y 1,0 kg y tenía un pelaje de color naranja.
Se cree que la especie se alimenta de nueces de cáscara gruesa como la nuez de ngali y cocos, y probablemente fruta. Es probable que la especie sea clasificada como en peligro crítico, debido a la reducida superficie de su hábitat forestal (aproximadamente 80 km²) y el proceso de deforestación actual en la isla.